# Xandrames (chi bướm)
Xandrames (chi) là một chi bướm đêm thuộc họ Geometridae.